# Solt
Solt (tyska: Scholt, kroatiska: Šolta) är en mindre stad i provinsen Bács-Kiskun i centrala Ungern. Staden hade 6 000 invånare (2022), på en yta av 132,67 km².